# Kaifeng Air Base
Kaifeng Air Base är en flygbas i Kina. Den ligger i provinsen Henan, i den centrala delen av landet, omkring 63 kilometer öster om provinshuvudstaden Zhengzhou. Kaifeng Air Base ligger 71 meter över havet.
Runt Kaifeng Air Base är det tätbefolkat, med 530 invånare per kvadratkilometer. Närmaste större samhälle är Kaifeng, 5,8 km nordväst om Kaifeng Air Base. Runt Kaifeng Air Base är det i huvudsak tätbebyggt.
Genomsnittlig årsnederbörd är 681 millimeter. Den regnigaste månaden är juli, med i genomsnitt 182 mm nederbörd, och den torraste är januari, med 4 mm nederbörd.